# Alfa Romeo Giulia TZ
Alfa Romeo Giulia TZ är en sportvagn, tillverkad av den italienska biltillverkaren Alfa Romeo mellan 1963 och 1967.

## Alfa Romeo Giulia TZ
Alfa Romeo hade planer på en sportvagnsprototyp för de mindre klasserna redan 1959, men det var först sedan Autodelta övertagit ansvaret som arbetet tog fart. Carlo Chiti hade kommit till Autodelta från ATS 1963 och hans första uppdrag blev att färdigställa TZ:n. Giulia TZ var en ren tävlingsbil och hade inte mycket mer än motorblocket gemensamt med övriga Giulia-modeller. Bilen var byggd med en rörram (it. Tubolare) som kläddes med en kaross i aluminium från Zagato. Namnet TZ står för Tubolare Zagato. Karossen var en utveckling av Giulietta SZ Coda Tronca. Bilen hade individuell hjulupphängning och skivbromsar runt om. För att kunna homologera bilen var Alfa Romeo tvungna att bygga 100 exemplar, så några bilar fick standardmotor och såldes som landsvägsvagnar.

## Alfa Romeo Giulia TZ2
Under 1965 uppdaterades modellen med en ny kaross i glasfiberarmerad plast som sänkte vikten och förbättrade aerodynamiken. TZ2 fick även en starkare motor med dubbeltändning och torrsumpsmörjning.

## Alfa Romeo TZ3

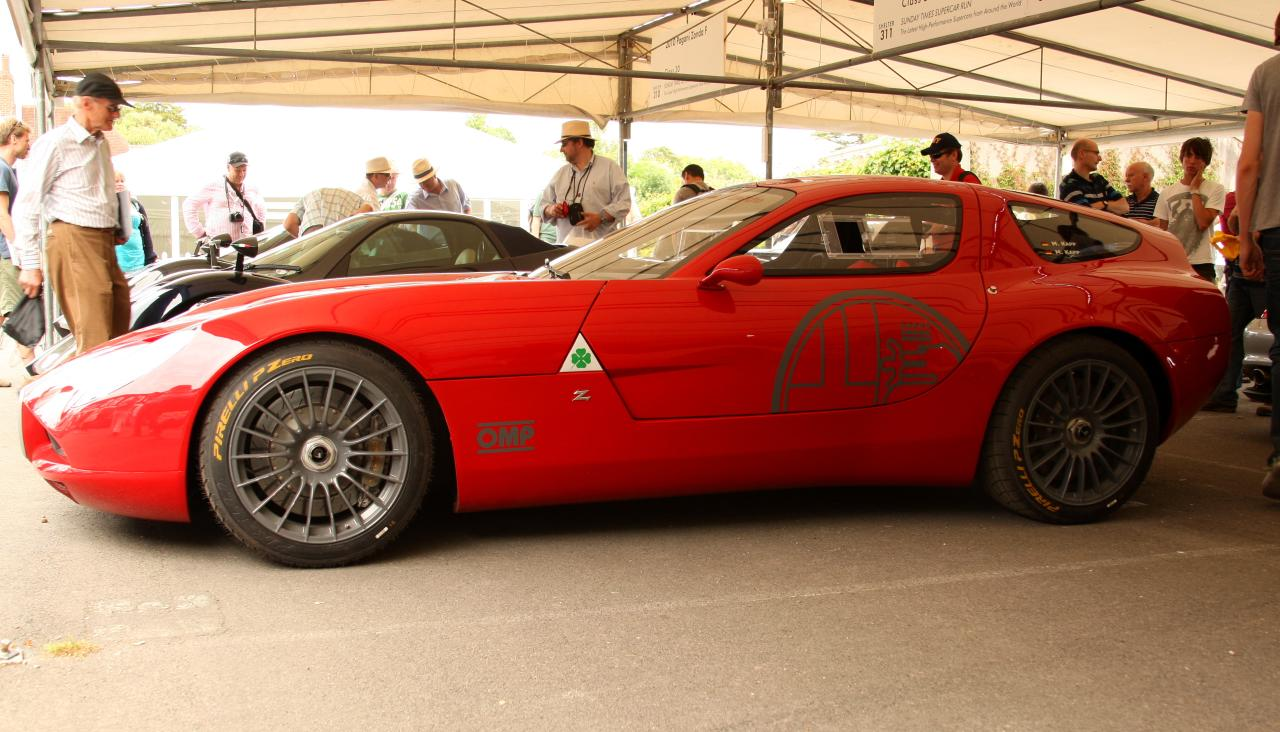
Alfa Romeo TZ3

I samband med Alfa Romeos 100-årsjubileum 2010 visade Zagato upp en bil kallad TZ3, byggd i ett exemplar och baserad på Alfa Romeo 8C Competizione.

## Tekniska data
| Tekniska data           | Giulia TZ                                             | Giulia TZ2                                            |
| ----------------------- | ----------------------------------------------------- | ----------------------------------------------------- |
| Motor:                  | 4-cylindrig radmotor                                  | 4-cylindrig radmotor                                  |
| Cylindervolym:          | 1570 cm³                                              | 1570 cm³                                              |
| Borrning x slaglängd:   | 78 x 82 mm                                            | 78 x 82 mm                                            |
| Max effekt vid varvtal: | 130 hk vid 7 000 v/min                                | 170 hk vid 7 500 v/min                                |
| Kompression:            |                                                       | 11,4 : 1                                              |
| Ventilstyrning:         | Dubbla överliggande kamaxlar, 2 ventiler per cylinder | Dubbla överliggande kamaxlar, 2 ventiler per cylinder |
| Förgasare:              | 2 Weber 45 DCOE                                       | 2 Weber 45 DCOE                                       |
| Växellåda:              | 5-växlad manuell                                      | 5-växlad manuell                                      |
| Hjulupphängning:        | Dubbla längslänkar, skruvfjädrar, krängningshämmare   | Dubbla längslänkar, skruvfjädrar, krängningshämmare   |
| Bromsar:                | Hydrauliska skivbromsar                               | Hydrauliska skivbromsar                               |
| Chassi & kaross:        | Rörram med aluminiumkaross                            | Rörram med glasfiberkaross                            |
| Hjulbas:                | 220 cm                                                | 220 cm                                                |
| Torrvikt:               | 640 kg                                                | 620 kg                                                |
| Toppfart:               | 225 km/h                                              | 245 km/h                                              |

## Tävlingsresultat
Giulia TZ var Alfa Romeos vapen i sportvagns-VM:s 1,6-litersklass. Debutsäsongen 1964 blev mycket framgångsrik, med klassegrar i Sebring 12-timmars, Targa Florio, Nürburgring 1000 km, Tour de France och Le Mans 24-timmars. 1965 följde man upp med segrar på Sebring och Nürburgring.
Från 1966 tävlade Alfa Romeo med TZ2:an som vann på Sebring och Nürburgring, samt i Targa Florio. Sista säsongen med fabriksteamet 1967 tog bilen sin fjärde raka klasseger på Nürburgring. Trots dessa framgångar fick Alfa Romeo se sig slagna i märkesmästerskapet av huvudkonkurrenten Porsche varje år under perioden 1964 till 1967.

## Tillverkning
| Modell | Antal |
| ------ | ----- |
| TZ     | 112   |
| TZ2    | 12    |